# فلیتوود وارلی
فلیتوود وارلی (انگلیسی: Fleetwood Varley; ۱۱ اکتبر ۱۸۶۲ – ۲۶ مارس ۱۹۳۶) ورزشکار اهل بریتانیا بود.
وی در مسابقات کشوری و بین‌المللی در مجموع برندهٔ ۱ مدال نقره شده‌است.